# Macropharyngodon
A Macropharyngodon a sugarasúszójú halak (Actinopterygii) osztályába a sügéralakúak (Perciformes) rendjébe és az ajakoshalfélék családjába tartozó nem.

## Rendszerezés
A nembe az alábbi 11 faj tartozik:
- Macropharyngodon bipartitus
- Macropharyngodon choati
- Macropharyngodon cyanoguttatus
- Macropharyngodon geoffroy
- Macropharyngodon kuiteri
- Macropharyngodon marisrubri
- Macropharyngodon meleagris
- Macropharyngodon moyeri
- Macropharyngodon negrosensis
- Macropharyngodon ornatus
- Macropharyngodon vivienae